# Federacija Malajskih Država
Federacija Malajskih Država bila je od 1896. do 1946. federacija četiri sultanata na Malajskom poluotoku.
Sultanati Pahang, Perak, Selangor i Negeri Sembilan ugovorima su u razdoblju od 1874. do 1896. bili protektorati britanske krune. Svaki sultan mogao je donositi političke odluke samo pod utjecajem britanskog predstavnika. Sultani su imali puno pravo samostalnog odlučivanja samo u pitanjima koja su se odnosila na tradiciju i religiju. 1896. ova četiri sultanata objedinjena su u Federaciju Malajskih Država.
Ova Federacija, četiri druge pokrajine (Perlis, Kedah, Kelantan i Terengganu) i Straits Settlements 1946. osnivaju Malajsku uniju iz koje je 1957. proizašla Malajska Federacija, kasnije Malezija.